# Lüzhu (artist)
Lüzhu, även kallad Liang, död 300, var en kinesisk dansös, musiker och lärare i musik.
Lüzhu köptes av Shi Chong (249-300), som hade ett högt ämbete hos kejsar Wu. Hon var konkubin men blev berömd för sin förmåga som artist, då hon uppträdde inför sin ägares gäster som sångerska, flöjtspelare och dansös. Hon komponerade även musikstycken och tonsatte poesi till sånger. Den berömda Aonao qu har ibland tillskrivits henne, ibland hennes ägare. År 290 störtades den hovfraktion som Shi Chong tillhörde och hans ställning blev osäker. En representant från hovet, Sun Xiu, krävde en dag att få Lüzhu. Shi Chong vägrade sälja henne, och Sun Xiu lät då ge order om hans död. Lüzhu begick då självmord. 